# Freud flytter hjemmefra
Freud flytter hjemmefra er en svensk-dansk film fra 1991 instrueret af Susanne Bier.

## Handling
Filmen omhandler en jødisk familie i Stockholm i 1990. Familien består af moderen Rosha og faderen Ruben. Og deres Søn David, som bor i USA med sin kæreste. Den ældste datter Deborah, som bor i Israel med sin mand og den yngste Angelique kaldet Freud, som bor hjemme med forældrene.
I anledning af Roshas 60-års fødselsdag skal der holdes fest, og de to ældste børn kommer hjem for at fejre moderens fødselsdag med familien. Få dage før festen skal Rosha til lægetjek, hvor det opdages, at hun har kræft. Den er så fremskredet, at der ikke kan gøres noget.
Alle familiens planer bliver vendt på hovedet. De reagerer forskelligt og begynder at tale om ting, som hidtil var tabu. Midt i kaosset finder familien sig selv og hinanden.

## Medvirkende
- Ghita Nørby som Rosha Cohen
- Gunilla Röör som Freud
- Palle Granditsky som Ruben Cohen
- Philip Zandén som David Cohen
- Jessica Zandén som Deborah Cohen
- Peter Andersson som Adrian
- Stina Ekblad som Nurse
- Nils Eklund som Herman
- Basia Frydman som Vera
- Pierre Fränckel som Max
- Peter Stormare som Berra
- Johan Rabaeus som Dr. Lundgren
- Torgny Anderberg som kunde
- Lottie Ejebrant som dame til fest